# Пещера ПКБ
Пещера ПКБ (Новая) — пещера, расположенная в Краснодарском крае, Апшеронском районе, в междуречье рек Белая и Курджипс. Находится в лесу, всего в нескольких десятках метров к западу от асфальтовой дороги, между двумя её ответвлениями на Камышанову Поляну.

## Общие сведения
В отличие от Большой Азишской и Исиченко, эта пещера не имеет ни залов, ни даже более или менее крупных расширений — вся она представляет собой ветвящуюся узкую щель с главным направлением ходов на северо-восток. Преобладает ширина галереи от 40—50 см до 1 м. Более значительные расширения редки, максимальное среди них 6 м. Высота ходов от нескольких десятков сантиметров до 10—12 м. Более или менее четко выделяются четыре уровня. В продольном профиле пещерных коридоров много уступов и несколько колодцев с максимальной высотой отвесов до 8 м, есть натечные образования (сталактиты и сталагмиты), но они распространены далеко не по всей полости. Пещера заложена в верхнеюрских доломитах. Вода присутствует на двух нижних этажах, на дне колодцев и в виде коротких водотоков в галереях. Общая длина всех ходов пещеры 513 м, амплитуда 17 м, а объём 990 м³. Полость открыта и исследована краснодарскими спелеологами.